# Elliott Edmondson
Elliott Edmondson (Belvedere, 29 agosto 1994) è un copilota di rally britannico, dal 2021 gareggia in coppia con Oliver Solberg.

## Carriera
Edmondson fa il suo esordio nel Campionato del mondo Rally nel 2013 quando prende parte, in equipaggio con John Pritchard, al Rally di Gran Bretagna conclusosi anzitempo per un ritiro causato da un guasto meccanico. Nel 2019, in occasione del Rally di Germania conquista, con Gus Greensmith alla guida, i primi punti iridati nel mondiale WRC. Nel 2024, come navigatore di Oliver Solberg, è vice-campione della categoria WRC-2.

## Vittorie nei Rally

### WRC
| # | Anno | Evento          | Copilota       | Auto                   | Squadra                 |
| - | ---- | --------------- | -------------- | ---------------------- | ----------------------- |
| 1 | 2025 | Rally d'Estonia | Oliver Solberg | Toyota GR Yaris Rally1 | Toyota Gazoo Racing WRT |

### WRC-2 Pro
| # | Anno | Evento               | Pilota         | Auto               | Squadra          |
| - | ---- | -------------------- | -------------- | ------------------ | ---------------- |
| 1 | 2019 | Rally di Monte Carlo | Gus Greensmith | Ford Fiesta R5     | M-Sport Ford WRT |
| 2 | 2019 | Rally di Turchia     | Gus Greensmith | Ford Fiesta Rally2 | M-Sport Ford WRT |

### WRC-2
| # | Anno | Evento               | Pilota            | Auto                   | Squadra      |
| - | ---- | -------------------- | ----------------- | ---------------------- | ------------ |
| 1 | 2021 | Rally dell'Acropoli  | Andreas Mikkelsen | Škoda Fabia Rally2 evo | Toksport WRT |
| 2 | 2023 | Rally di Svezia      | Oliver Solberg    | Škoda Fabia RS Rally2  | -            |
| 3 | 2023 | Rally del Cile       | Oliver Solberg    | Škoda Fabia RS Rally2  | -            |
| 4 | 2024 | Rally di Svezia      | Oliver Solberg    | Škoda Fabia RS Rally2  | Toksport WRT |
| 5 | 2024 | Rally Liepāja        | Oliver Solberg    | Škoda Fabia RS Rally2  | Toksport WRT |
| 6 | 2024 | Rally di Finlandia   | Oliver Solberg    | Škoda Fabia RS Rally2  | Toksport WRT |
| 7 | 2025 | Rally di Svezia      | Oliver Solberg    | Toyota GR Yaris Rally2 | Printsport   |
| 8 | 2025 | Rally del Portogallo | Oliver Solberg    | Toyota GR Yaris Rally2 | Printsport   |
| 9 | 2025 | Rally dell'Acropoli  | Oliver Solberg    | Toyota GR Yaris Rally2 | Printsport   |

### ERC
| # | Anno | Evento               | Pilota            | Auto                   | Squadra      |
| - | ---- | -------------------- | ----------------- | ---------------------- | ------------ |
| 1 | 2021 | Rally delle Azzorre  | Andreas Mikkelsen | Škoda Fabia Rally2 evo | Toksport WRT |
| 2 | 2021 | Rally Serras de Fafe | Andreas Mikkelsen | Škoda Fabia Rally2 evo | Toksport WRT |
| 3 | 2023 | Rally di Scandinavia | Oliver Solberg    | Volkswagen Polo GTI R5 | Toksport WRT |
| 4 | 2024 | Rally di Scandinavia | Oliver Solberg    | Škoda Fabia RS Rally2  | -            |

### Altri Rally
| # | Stagione | Campionato                     | Evento                                    | Pilota         | Auto                     |
| - | -------- | ------------------------------ | ----------------------------------------- | -------------- | ------------------------ |
| 1 | 2013     | -                              | www.UsedCarParts.co.uk Solway Coast Rally | Mark McCulloch | Subaru Impreza WRX       |
| 2 | 2013     | Campionato RAC                 | Trackrod Pre87 & Historic Cup Rally       | Matt Edwards   | Ford Escort RS 1800 MKII |
| 3 | 2013     | Motorsport Regno Unito asfalto | UTS Cheviot Keith Knox Stages             | Damian Cole    | Ford Focus RS WRC '05    |
| 4 | 2014     | Motorsport Regno Unito asfalto | Tour of Epynt                             | Damian Cole    | Ford Focus RS WRC '05    |
| 5 | 2014     | Motorsport Regno Unito asfalto | Old Forge Garage Mewla Rally              | Damian Cole    | Ford Focus RS WRC '05    |
| 6 | 2014     | Motorsport Regno Unito asfalto | Wexford Stages Rally                      | Damian Cole    | Ford Focus RS WRC '05    |
| 7 | 2017     | Foresta gallese                | Winner Garage Wyedean Stages Rally        | Callum Black   | Ford Fiesta R5           |
| 8 | 2018     | Motorsport Regno Unito asfalto | Motul Rally van Wervik                    | Rhys Yates     | Škoda Fabia R5           |
| 9 | 2021     | Campionato britannico          | Grampian Forest Rally                     | Matthew Wilson | Ford Fiesta Rally2       |

## Risultati nel mondiale rally

### WRC
| 2013 | Scuderia | Vettura            |  |  |  |  |  |  |  |  |  |  |  |  |     |  |  |  | Punti | Pos. |
| ---- | -------- | ------------------ |  |  |  |  |  |  |  |  |  |  |  |  | --- |  |  |  | ----- | ---- |
| 2013 |          | Ford Fiesta Mk5 ST |  |  |  |  |  |  |  |  |  |  |  |  | Rit |  |  |  | 0     |      |

| 2015 | Scuderia | Vettura         |  |  |  |  |    |  |    |     |     |  |  |    |  |  |  |  | Punti | Pos. |
| ---- | -------- | --------------- |  |  |  |  | -- |  | -- | --- | --- |  |  | -- |  |  |  |  | ----- | ---- |
| 2015 |          | Ford Fiesta R2T |  |  |  |  | 36 |  | 40 | Rit | Rit |  |  | 57 |  |  |  |  | 0     |      |

| 2016 | Scuderia                | Vettura                       |  |  |  |  |  |  |  |  |     |  |  |  |    |  |  |  | Punti | Pos. |
| ---- | ----------------------- | ----------------------------- |  |  |  |  |  |  |  |  | --- |  |  |  | -- |  |  |  | ----- | ---- |
| 2016 | Opel Rallye Junior Team | Opel Adam R2 Vauxhall Adam R2 |  |  |  |  |  |  |  |  | Rit |  |  |  | 48 |  |  |  | 0     |      |

| 2017 | Scuderia | Vettura        |  |  |  |  |  |  |  |  |  |  |  |    |  |  |  |  | Punti | Pos. |
| ---- | -------- | -------------- |  |  |  |  |  |  |  |  |  |  |  | -- |  |  |  |  | ----- | ---- |
| 2017 |          | Ford Fiesta R5 |  |  |  |  |  |  |  |  |  |  |  | 30 |  |  |  |  | 0     |      |

| 2018 | Scuderia | Vettura        |  |  |  |  |  |  |  |  |  |  |     |    |  |  |  |  | Punti | Pos. |
| ---- | -------- | -------------- |  |  |  |  |  |  |  |  |  |  | --- | -- |  |  |  |  | ----- | ---- |
| 2018 |          | Škoda Fabia R5 |  |  |  |  |  |  |  |  |  |  | Rit | 29 |  |  |  |  | 0     |      |

| 2019 | Scuderia         | Vettura                                           |   |    |  |  |    |    |     |    |     |   |    |    |    |  |  |  | Punti | Pos. |
| ---- | ---------------- | ------------------------------------------------- | - | -- |  |  | -- | -- | --- | -- | --- | - | -- | -- | -- |  |  |  | ----- | ---- |
| 2019 | M-Sport Ford WRT | Ford Fiesta R5 Ford Fiesta WRC Ford Fiesta Rally2 | 7 | 19 |  |  | 14 | 12 | Rit | 42 | Rit | 9 | 10 | 33 | 15 |  |  |  | 9     | 16º  |

| 2020 | Scuderia         | Vettura         |    |  |   |   |   |    |     |  |  |  |  |  |  |  |  |  | Punti | Pos. |
| ---- | ---------------- | --------------- | -- |  | - | - | - | -- | --- |  |  |  |  |  |  |  |  |  | ----- | ---- |
| 2020 | M-Sport Ford WRT | Ford Fiesta WRC | 63 |  | 9 | 8 | 5 | 25 | Rit |  |  |  |  |  |  |  |  |  | 16    | 11º  |

| 2021 | Scuderia                                             | Vettura                                                      |   |   |  |  |  |  |  |  |   |  |  |   |  |  |  |  | Punti | Pos. |
| ---- | ---------------------------------------------------- | ------------------------------------------------------------ | - | - |  |  |  |  |  |  | - |  |  | - |  |  |  |  | ----- | ---- |
| 2021 | M-Sport Ford WRT Toksport WRT Hyundai 2C Competition | Ford Fiesta WRC Škoda Fabia Rally2 evo Hyundai i20 Coupe WRC | 8 | 9 |  |  |  |  |  |  | 9 |  |  | 5 |  |  |  |  | 18    | 14º  |

| 2022 | Scuderia                                     | Vettura                                          |     |   |     |    |  |    |    |     |   |  |    |  |  |  |  |  | Punti | Pos. |
| ---- | -------------------------------------------- | ------------------------------------------------ | --- | - | --- | -- |  | -- | -- | --- | - |  | -- |  |  |  |  |  | ----- | ---- |
| 2022 | Hyundai Shell Mobis WRT Hyundai Motorsport N | Hyundai i20 N Rally1 Hybrid Hyundai i20 N Rally2 | Rit | 6 | Rit | 47 |  | 10 | 13 | Rit | 4 |  | 54 |  |  |  |  |  | 33    | 13º  |

| 2023 | Scuderia | Vettura                                      |    |   |   |    |   |    |   |    |   |     |   |  |  |  |  |  | Punti | Pos. |
| ---- | -------- | -------------------------------------------- | -- | - | - | -- | - | -- | - | -- | - | --- | - |  |  |  |  |  | ----- | ---- |
| 2023 |          | Škoda Fabia RS Rally2 Škoda Fabia Rally2 evo | 14 | 8 | 8 | 10 | 7 | 44 | 9 | 38 | 6 | Rit | 6 |  |  |  |  |  | 33    | 10º  |

| 2024 | Scuderia     | Vettura               |    |   |   |  |     |    |    |    |   |  |    |   |  |  |  |  | Punti | Pos. |
| ---- | ------------ | --------------------- | -- | - | - |  | --- | -- | -- | -- | - |  | -- | - |  |  |  |  | ----- | ---- |
| 2024 | Toksport WRT | Škoda Fabia RS Rally2 | 40 | 5 | 7 |  | Rit | WD | 10 | 10 | 5 |  | 11 | 7 |  |  |  |  | 27    | 13º  |

| 2025 | Scuderia                           | Vettura                                       |    |   |    |    |    |   |   |    |  |  |  |  |  |  |  |  | Punti | Pos. |
| ---- | ---------------------------------- | --------------------------------------------- | -- | - | -- | -- | -- | - | - | -- |  |  |  |  |  |  |  |  | ----- | ---- |
| 2025 | Printsport Toyota Gazoo Racing WRT | Toyota GR Yaris Rally2 Toyota GR Yaris Rally1 | 15 | 9 | 12 | 16 | 10 | 6 | 6 | 13 |  |  |  |  |  |  |  |  | 52    |      |

| Legenda | 1º posto | 2º posto | 3º posto | A punti | Senza punti | Ritirato | Squalificato | NP=Non partito C=Gara cancellata | Apice=Power stage |

### WRC-2 Pro
| 2019 | Scuderia         | Vettura                           |   |   |  |  |   |   |  |   |  |  |   |   |   |  |  |  | Punti | Pos. |
| ---- | ---------------- | --------------------------------- | - | - |  |  | - | - |  | - |  |  | - | - | - |  |  |  | ----- | ---- |
| 2019 | M-Sport Ford WRT | Ford Fiesta R5 Ford Fiesta Rally2 | 1 | 3 |  |  | 2 | 3 |  | 4 |  |  | 1 | 3 | 4 |  |  |  | 137   | 3º   |

| Legenda | 1º posto | 2º posto | 3º posto | A punti | Senza punti | Ritirato | Squalificato | NP=Non partito C=Gara cancellata | Apice=Power stage |

### WRC-2
| 2018 | Scuderia | Vettura        |  |  |  |  |  |  |  |  |  |  |  |    |  |  |  |  | Punti | Pos. |
| ---- | -------- | -------------- |  |  |  |  |  |  |  |  |  |  |  | -- |  |  |  |  | ----- | ---- |
| 2018 |          | Škoda Fabia R5 |  |  |  |  |  |  |  |  |  |  |  | 13 |  |  |  |  | 0     |      |

| 2021 | Scuderia     | Vettura                |  |  |  |  |  |  |  |  |    |  |  |  |  |  |  |  | Punti | Pos. |
| ---- | ------------ | ---------------------- |  |  |  |  |  |  |  |  | -- |  |  |  |  |  |  |  | ----- | ---- |
| 2021 | Toksport WRT | Škoda Fabia Rally2 evo |  |  |  |  |  |  |  |  | 13 |  |  |  |  |  |  |  | 28    | 12º  |

| 2022 | Scuderia             | Vettura              |  |  |  |     |  |  |  |  |  |  |  |  |  |  |  |  | Punti | Pos. |
| ---- | -------------------- | -------------------- |  |  |  | --- |  |  |  |  |  |  |  |  |  |  |  |  | ----- | ---- |
| 2022 | Hyundai Motorsport N | Hyundai i20 N Rally2 |  |  |  | 251 |  |  |  |  |  |  |  |  |  |  |  |  | 3     | 52º  |

| 2023 | Scuderia | Vettura               |  |   |   |  |    |    |  |    |  |     |    |  |  |  |  |  | Punti | Pos. |
| ---- | -------- | --------------------- |  | - | - |  | -- | -- |  | -- |  | --- | -- |  |  |  |  |  | ----- | ---- |
| 2023 |          | Škoda Fabia RS Rally2 |  | 1 | 3 |  | 21 | 26 |  | 16 |  | Rit | 12 |  |  |  |  |  | 91    | 6º   |

| 2024 | Scuderia     | Vettura               |  |   |   |  |     |  |   |   |   |  |   |  |  |  |  |  | Punti | Pos. |
| ---- | ------------ | --------------------- |  | - | - |  | --- |  | - | - | - |  | - |  |  |  |  |  | ----- | ---- |
| 2024 | Toksport WRT | Škoda Fabia RS Rally2 |  | 1 | 2 |  | Rit |  | 2 | 1 | 1 |  | 4 |  |  |  |  |  | 123   | 2º   |

| 2025 | Scuderia   | Vettura                |  |   |   |  |   |  |   |  |  |  |  |  |  |  |  |  | Punti | Pos. |
| ---- | ---------- | ---------------------- |  | - | - |  | - |  | - |  |  |  |  |  |  |  |  |  | ----- | ---- |
| 2025 | Printsport | Toyota GR Yaris Rally2 |  | 1 | 5 |  | 1 |  | 1 |  |  |  |  |  |  |  |  |  | 85    |      |

| Legenda | 1º posto | 2º posto | 3º posto | A punti | Senza punti | Ritirato | Squalificato | NP=Non partito C=Gara cancellata | Apice=Power stage |